# Artasona del Llano
Artasona del Llano es una localidad aragonesa perteneciente al municipio de Almudévar, en la Comarca de la Hoya de Huesca, provincia de Huesca (Aragón).

## Historia
El pueblo fue programado por el Instituto Nacional de Colonización y concluido en 1957, su trazado es diseño del arquitecto zaragozano José Borobio Ojeda. Debe su nombre a la marquesa de Artasona, quien vendió los terrenos en los que posteriormente se construyó la localidad.